# Moisés Arias
Moisés Arias (New York, 18 aprile 1994) è un attore statunitense di origini colombiane.
Conosciuto per aver interpretato Rico in Hannah Montana e Poe nel film A un metro da te.

## Carriera
Moisés ha fatto dei camei in Tutti odiano Chris, Zack e Cody al Grand Hotel, e ricopriva il personaggio minore di Rico in Hannah Montana, dove poi ha ottenuto un ruolo regolare a partire dalla seconda stagione. Ha anche svolto il ruolo della Coscienza di Max Russo (Jake T. Austin) in alcuni episodi de I maghi di Waverly.
Ha partecipato anche al film Disney per la televisione Un papà da salvare, al fianco di altre star di Disney Channel come David Henrie e Emily Osment, nel ruolo di Andrè.
Dal 2024 Arias interpreta Norm MacLean nella serie Fallout di Amazon Studios, basata sul omonima serie di videogiochi.

## Vita privata
Parla Inglese, spagnolo e italiano.

## Filmografia

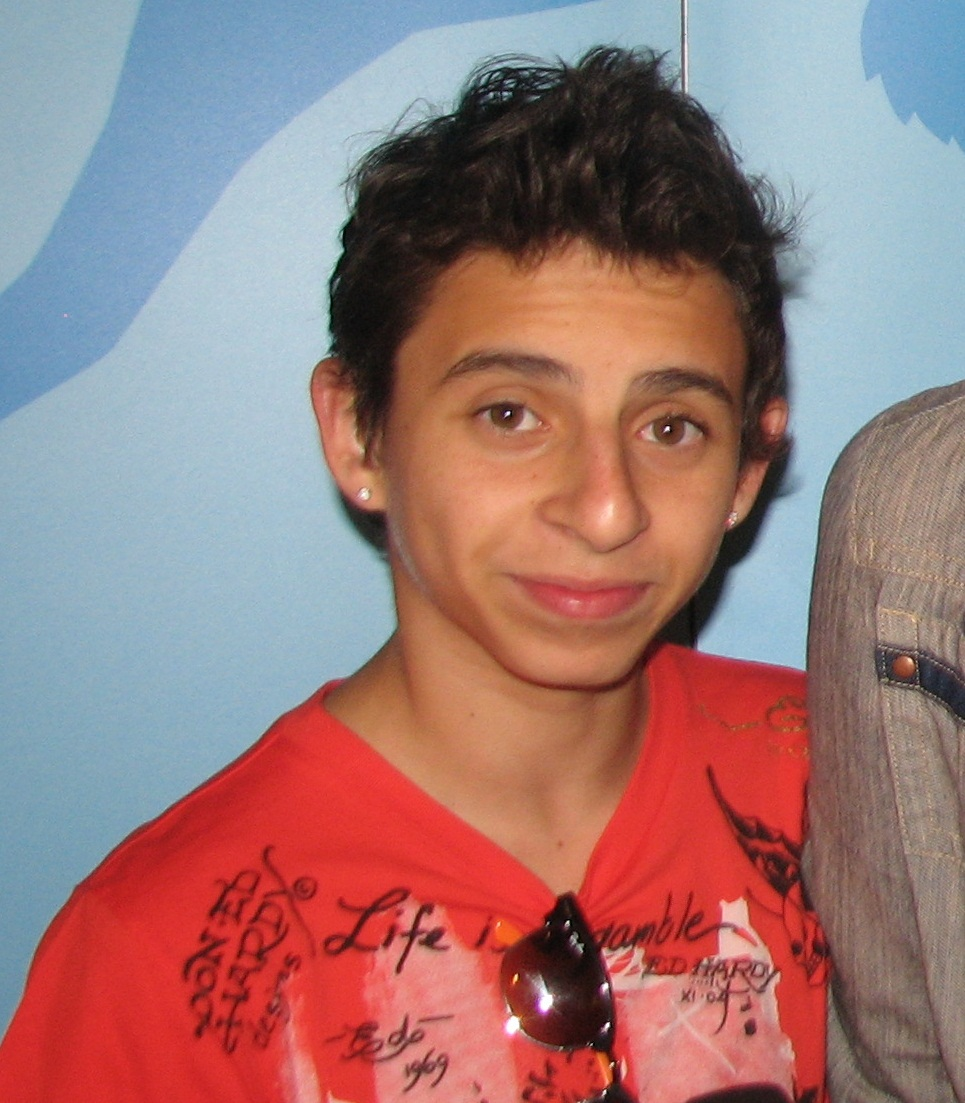
Arias nel 2010

### Attore

#### Cinema
- Super Nacho (Nacho Libre), regia di Jared Hess (2006)
- Beethoven a caccia di Oss... car! (Beethoven's Big Break), regia di Mike Elliott (2008)
- La partita perfetta (The Perfect Game), regia di William Dear (2009)
- Hannah Montana: The Movie, regia di Peter Chelsom (2009)
- The Kings of Summer, regia di Jordan Vogt-Roberts (2013)
- Ender's Game, regia di Gavin Hood (2013)
- Effetto Lucifero (The Stanford Prison Experiment), regia di Kyle Patrick Alvarez (2015)
- Ben-Hur, regia di Timur Bekmambetov (2016)
- Pitch Perfect 3, regia di Trish Sie (2017)
- A un metro da te (Five Feet Apart), regia di Justin Baldoni (2019)
- Monos - Un gioco da ragazzi (Monos), regia di Alejandro Landes (2019)
- Il re di Staten Island (The King of Staten Island), regia di Judd Apatow (2020)
- Samaritan, regia di Julius Avery (2022)

#### Televisione
- Tutti odiano Chris (Everybody Hates Chris) - serie TV, episodio 1x04 (2005)
- Zack e Cody al Grand Hotel (The Suite Life of Zack and Cody) - serie TV, episodio 3x20 (2006)
- Hannah Montana - serie TV, 76 episodi (2006-2011)
- Un papà da salvare (Dadnapped), regia di Paul Hoen - film TV (2009)
- I maghi di Waverly (Wizards of Waverly Place) - serie TV, episodi 3x03-3x04-3x05 (2009)
- Love Bites - serie TV, episodio 1x05 (2010)
- The Middle – serie TV, 5 episodi (2012-2013)
- Jean-Claude Van Johnson – serie TV, 6 episodi (2016)
- The Good Doctor - serie TV, ep. 3x11 (2020)
- Fallout – serie TV (2024)

### Doppiatore
- Astro Boy, regia di David Bowers (2009)
- Cattivissimo me 2 (Despicable Me 2), regia di Pierre Coffin e Chris Renaud (2013)
- Dive Olly Dive! - serie TV, 14 episodi (2006-2009)
- Phineas e Ferb - serie TV, episodio 2x12 (2009)

## Doppiatori italiani
Nelle versioni in italiano delle opere in cui ha recitato, Moises Arias è stato doppiato da:
- Alex Polidori in Hannah Montana, Super Nacho, Un papà da salvare, I maghi di Waverly, Hannah Montana: The Movie, A un metro da te, Jean Claude Van Johnson
- Niccolò Guidi in Ben-Hur, Il re di Staten Island, Samaritan
- Manuel Meli in Beethoven - A caccia di Oss... car!, Ender's Game
- Luca Baldini in La partita perfetta
- Alessio Puccio in The Middle
- Omar Vitelli in Monos - Un gioco da ragazzi
- Gabriele Patriarca in Fallout

Da doppiatore è sostituito da:
- Alex Polidori in Astro Boy, Cattivissimo Me 2